# Sportvagns-VM 2013
Sportvagns-VM 2013 (en. 2013 FIA World Endurance Championship) är den andra säsongen av internationella bilsportförbundet FIA:s världsmästerskap i sportvagnsracing. Mästerskapet omfattar 8 deltävlingar.

## Tävlingskalender
| Datum        | Tävling                           | Segrare LMP1 Team                                  | Segrare LMP2 Team                                  | Segrare LMGTE Pro Team                         | Segrare LMGTE Am Team                               |
| Datum        | Tävling                           | Segrare LMP1 Förare                                | Segrare LMP2 Förare                                | Segrare LMGTE Pro Förare                       | Segrare LMGTE Am Förare                             |
| ------------ | --------------------------------- | -------------------------------------------------- | -------------------------------------------------- | ---------------------------------------------- | --------------------------------------------------- |
| 14 april     | Silverstone 6-timmars             | Audi Sport Team Joest                              | Delta-ADR                                          | Aston Martin Racing                            | Aston Martin Racing                                 |
| 14 april     | Silverstone 6-timmars             | Allan McNish Tom Kristensen Loïc Duval             | Antônio Pizzonia Tor Graves James Walker           | Darren Turner Stefan Mücke Bruno Senna         | Allan Simonsen Christoffer Nygaard Kristian Poulsen |
| 4 maj        | Spa 6-timmars                     | Audi Sport Team Joest                              | PeCom Racing                                       | AF Corse                                       | 8 Star Motorsports                                  |
| 4 maj        | Spa 6-timmars                     | André Lotterer Benoît Tréluyer Marcel Fässler      | Luís Pérez Companc Pierre Kaffer Nicolas Minassian | Gianmaria Bruni Giancarlo Fisichella           | Enzo Potolicchio Rui Águas Matteo Malucelli         |
| 22-23 juni   | Le Mans 24-timmars                | Audi Sport Team Joest                              | OAK Racing                                         | Porsche AG Team Manthey                        | IMSA Performance Matmut                             |
| 22-23 juni   | Le Mans 24-timmars                | Allan McNish Tom Kristensen Loïc Duval             | Bertrand Baguette Martin Plowman Ricardo González  | Marc Lieb Richard Lietz Romain Dumas           | Raymond Narac Jean-Karl Vernay Christophe Bourret   |
| 1 september  | São Paulo 6-timmars               | Audi Sport Team Joest                              | G-Drive Racing                                     | AF Corse                                       | Aston Martin Racing                                 |
| 1 september  | São Paulo 6-timmars               | André Lotterer Benoît Tréluyer Marcel Fässler      | Roman Rusinov Mike Conway John Martin              | Gianmaria Bruni Giancarlo Fisichella           | Jamie Campbell-Walter Stuart Hall                   |
| 22 september | Circuit of the Americas 6-timmars | Audi Sport Team Joest                              | G-Drive Racing                                     | Aston Martin Racing                            | Aston Martin Racing                                 |
| 22 september | Circuit of the Americas 6-timmars | Allan McNish Tom Kristensen Loïc Duval             | Roman Rusinov Mike Conway John Martin              | Frédéric Makowiecki Bruno Senna                | Jamie Campbell-Walter Stuart Hall                   |
| 20 oktober   | Fuji 6-timmars                    | Toyota Racing                                      | OAK Racing                                         | Aston Martin Racing                            | Aston Martin Racing                                 |
| 20 oktober   | Fuji 6-timmars                    | Alexander Wurz Nicolas Lapierre Kazuki Nakajima    | Bertrand Baguette Martin Plowman Ricardo González  | Darren Turner Stefan Mücke Frédéric Makowiecki | Kristian Poulsen Christoffer Nygaard Bruno Senna    |
| 10 november  | Shanghai 6-timmars                | Audi Sport Team Joest                              | G-Drive Racing                                     | Aston Martin Racing                            | 8 Star Motorsports                                  |
| 10 november  | Shanghai 6-timmars                | André Lotterer Benoît Tréluyer Marcel Fässler      | Roman Rusinov Mike Conway John Martin              | Darren Turner Stefan Mücke                     | Enzo Potolicchio Rui Águas Davide Rigon             |
| 30 november  | Bahrain 6-timmars                 | Toyota Racing                                      | G-Drive Racing                                     | AF Corse                                       | Aston Martin Racing                                 |
| 30 november  | Bahrain 6-timmars                 | Sébastien Buemi Anthony Davidson Stéphane Sarrazin | Roman Rusinov Mike Conway John Martin              | Gianmaria Bruni Toni Vilander                  | Christoffer Nygaard Kristian Poulsen Nicki Thiim    |

## Slutställning
| Klass     | Förare                                            | Märke   | Team               |
| --------- | ------------------------------------------------- | ------- | ------------------ |
| LMP1      | Allan McNish Tom Kristensen Loïc Duval            | Audi    |                    |
| LMP2      | Bertrand Baguette Martin Plowman Ricardo González |         | OAK Racing         |
| LMGTE Pro | Gianmaria Bruni                                   | Ferrari | AF Corse           |
| LMGTE Am  | Jamie Campbell-Walter Stuart Hall                 |         | 8 Star Motorsports |